# Fantasía sobre temas de Las bodas de Fígaro y Don Giovanni de Mozart (Liszt)

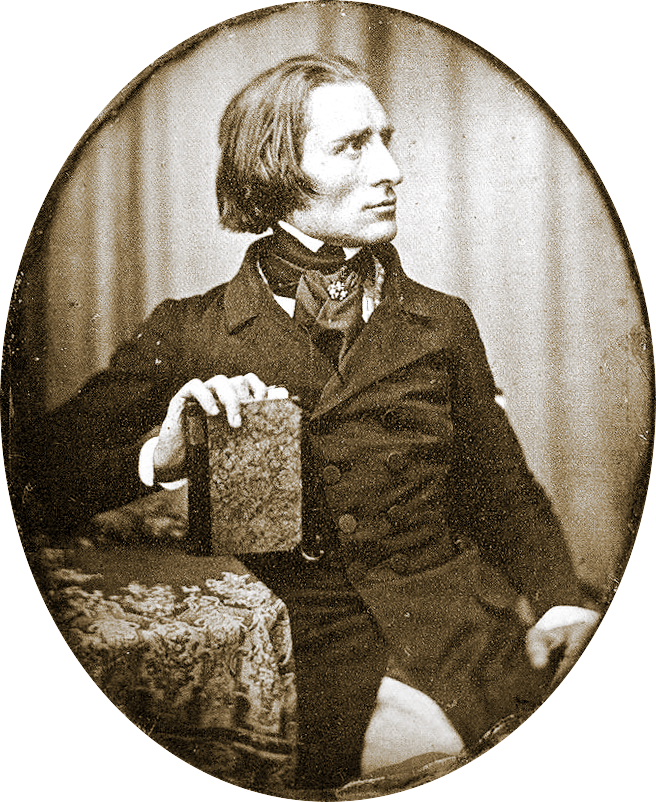
Liszt en 1843, aproximadamente en el momento de la concepción de la obra.

La Fantasía sobre temas de Las bodas de Fígaro y Don Giovanni de Mozart,  S.697, es una paráfrasis operística para piano solo de Franz Liszt, basada en temas de dos óperas distintas de Mozart: Las bodas de Fígaro, K.492 y Don Giovanni, K.527.
Liszt compuso la obra a finales de 1842 o principios de 1843, ya que la interpretó en Berlín el 11 de enero de 1843, cuando Mozart ya habría tenido 86 años si hubiera vivido. Tras la muerte de Liszt, quedó como un manuscrito inacabado, pero fue completada y grabada por el pianista Leslie Howard en 1993 y publicada en 1997. Anteriormente, Ferruccio Busoni había publicado una versión interpretativa mucho más breve, la Fantasía sobre dos motivos de Las bodas de Fígaro de W.A. Mozart, en 1912.  La versión de Busoni, que no incluye la transcripción de la música basada en el Don Giovanni, a menudo recibe el sobrenombre de "Fantasía sobre Fígaro".
Una interpretación típica dura aproximadamente trece minutos para la versión de Busoni y más de veinte minutos para la reconstrucción posterior de Howard.

## Manuscrito original
La partitura manuscrita autógrafa de Liszt para la obra casi terminada se encuentra actualmente en la Stiftung Weimarer Klassik /Goethe- und Schiller-Archiv de Weimar (marca de estantería GSA 60/I 45). No hay título, fecha o lugar de composición, ni firma en el manuscrito, que consta de 50 páginas sin numerar. Gran parte de la música se basa en dos arias de la ópera Las bodas de Fígaro: "Non più andrai" del Acto I y "Voi che sapete" de Cherubino (Acto II). Quince páginas están dedicadas a la escena de danza del final del Acto I de Don Giovanni.   Howard escribe al respecto:
El manuscrito muestra bastante claramente el método de composición de la fantasía: los grandes rasgos, como los nuevos temas o secciones, comienzan en nuevas páginas y se deja espacio suficiente para incorporar material de transición. La introducción, las dos piezas de Fígaro, el minueto de Don Giovanni y la coda se encuentran cada una en partes independientes del manuscrito. En varias ocasiones Liszt ha marcado algunas figuras repetidas para una posible escisión colocando los fragmentos entre paréntesis con un signo de interrogación sobre ellos. Pero estos pequeños ajustes de la estructura suman apenas unos pocos compases [...] La penúltima sección se rompe en medio de un material musical de transición que no se une satisfactoriamente a la coda. 
El manuscrito incompleto de Liszt no contiene título, ni indicaciones de tempo y muy pocas dinámicas y marcas de articulación. Al final le quedan solo unos pocos compases para estar completo, y hay otra laguna en el segundo tema de Las bodas de Fígaro. Liszt probablemente probó una solución improvisada en su interpretación, a juzgar por estas lagunas que son bastante insignificantes. 

## Versión de Busoni

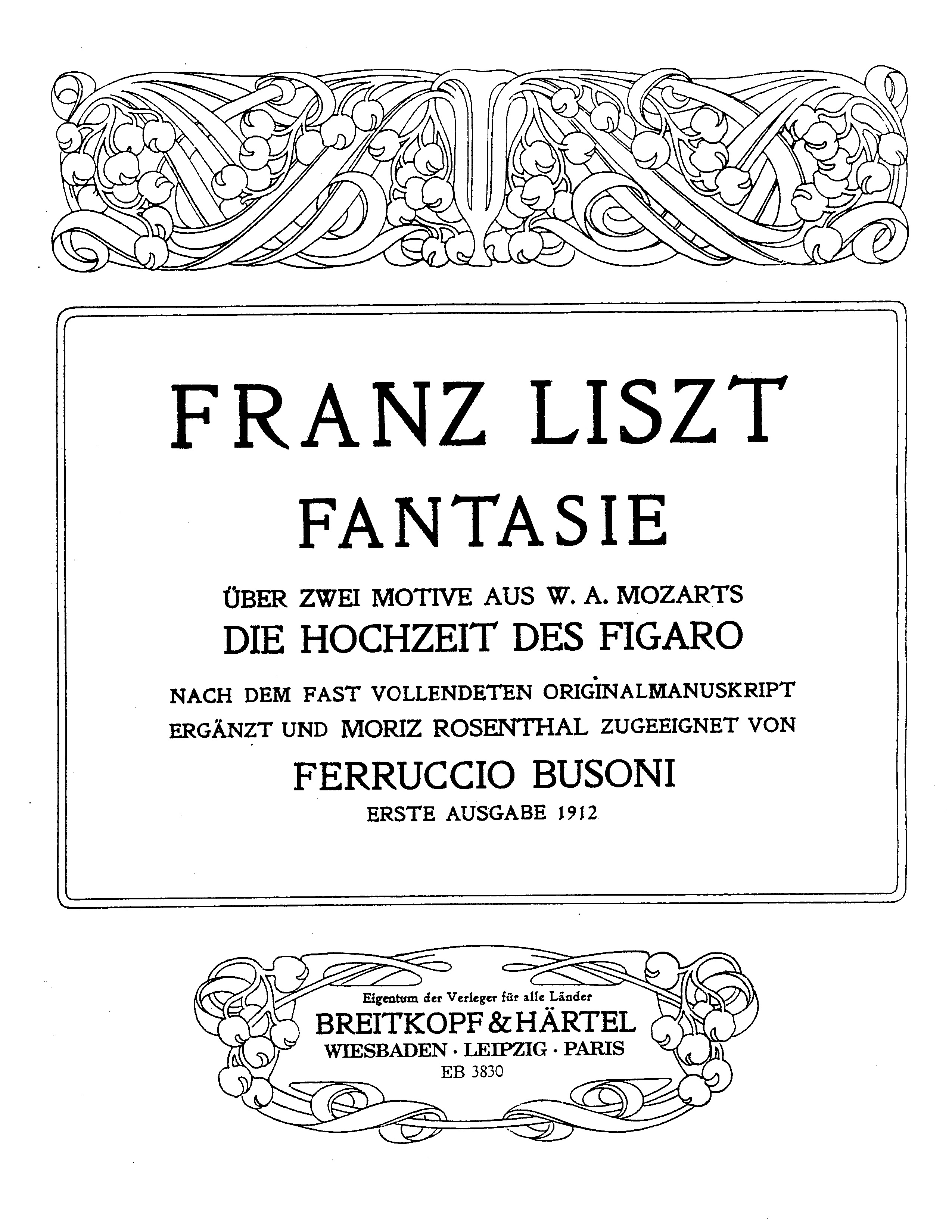
Portada de la versión de Busoni.

Cuando el pianista y compositor Ferruccio Busoni, quien ha sido descrito como "probablemente el exponente de intérprete de Liszt más abierto y entusiasta de principios del siglo XX",  tuvo conocimiento del manuscrito inédito, preparó una versión interpretativa que interpretó por primera vez. en 1911 en Berlín.  Busoni ofreció una serie de seis recitales exclusivamente de Liszt a mediados de octubre de ese año, tocando casi todas las principales obras para piano, y estos son los conciertos en los que su versión, probablemente recibió su primera interpretación. (Busoni había estado de gira en los Estados Unidos durante  los primeros tres meses del año y estos fueron sus primeros recitales de piano después de regresar a Europa en abril.
Más tarde, en el verano de 1912, tras el fallido estreno de su ópera wagneriana Die Brautwahl a mediados de abril y una gira de conciertos por Italia en mayo, Busoni decidió quedarse solo en su casa de Berlín, para componer, mientras su esposa Gerda estaba en Suiza de vacaciones. Fue durante este período de tiempo cuando preparó su versión de la "Fantasía" de Liszt para su publicación. El manuscrito (nº 245 del Archivo Busoni) está fechado el 11 de julio de 1912. Fue publicado ese mismo año por la editorial Breitkopf & Härtel como Fantasie über zwei Motive aus WA Mozarts Die Hochzeit des Figaro [Fantasía sobre dos motivos de Las bodas de Fígaro de WA Mozart] (BV B 66). 
Como sugiere el título, Busoni no incluyó la música de Don Giovanni, acortando el manuscrito actualmente conocido de más de 597 compases en 245 compases. Los cambios también incluyeron una finalización de 16 compases muy virtuosa original de Busoni, así como otros 10 compases adicionales en la página 28, y otras elaboraciones de 5, 1 y 4 compases de duración, incluyendo marcas de expresión, cadenzas y ossias.  Desafortunadamente no incluyó notas editoriales, por lo que no hubo ninguna indicación sobre sus modificaciones  o de las páginas no incluidas.  Ese verano, aparte de este arreglo, Busoni también arregló y compuso música para la edición menor de <i>Fantasia contrappuntistica</i>, la Sonatina Seconda para piano y música incidental para la obra Franziska de Frank Wedekind, que consta de bocetos para doce números y que nunca terminó. También acortó y modificó la música de Die Brautwahl para una nueva producción y reorganizó ampliamente la música de una suite para concierto. No se menciona ni hubo mucho tiempo disponible para un viaje a Weimar para reexaminar el manuscrito de Liszt, y está claro que su versión nunca tuvo la intención de ser una edición académica del artículo de Liszt.  

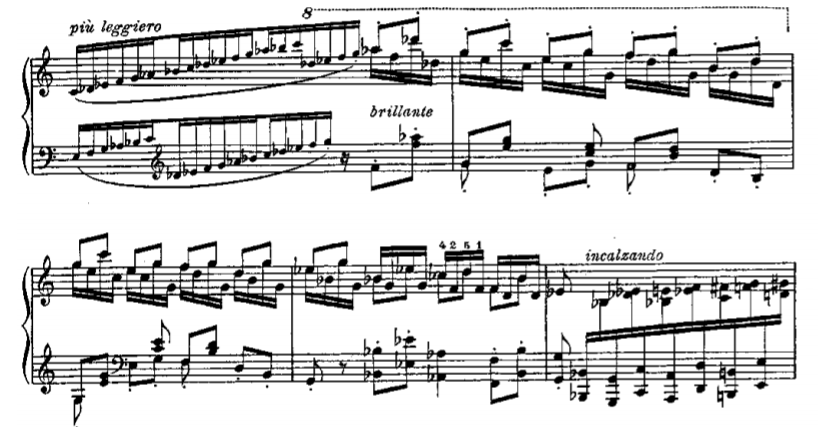
La finalización de Busoni hacia la coda, que requiere una gran destreza para interpretarla.

Kenneth Hamilton, en su reseña de la edición posterior de Howard, señala que "por razones de psicología personal que sólo podemos adivinar, Busoni optó por dar la impresión en su prefacio de que había ampliado, en lugar de recortar drásticamente, el manuscrito de Liszt."  Por el contrario, el estudioso de Busoni Larry Sitsky sostiene que pueden ser obras independientes y no es seguro que Liszt tuviera la intención de interpretar la música de las dos óperas juntas. Por otro lado, dado que las páginas del manuscrito no están numeradas, es posible que páginas de dos obras separadas en algún momento se colocaran juntas en los fondos de Weimar. "Dado que la música de Don Giovanni está en do mayor, esas 15 páginas del manuscrito pueden  omitirse sin dañar el esquema armónico. La paráfrasis de Don Giovanni comienza en una página nueva y en ningún momento hay motivos de ambas óperas en la misma página de la partitura manuscrita de Liszt." 

## Versión de Howard
No fue hasta mucho más tarde en el siglo XX cuando a alguien quiso comparar la versión de Busoni con el manuscrito original. En 1991, el pianista y escritor escocés Kenneth Hamilton fue el primero en publicar los resultados de tal comparación. En su ensayo: La ópera - Fantasías y transcripciones de Franz Liszt - Un estudio crítico, escribe:
Como la principal debilidad de la Fantasía sobre Las bodas de Fígaro y Don Juan de Liszt es la introducción del minueto de Don Juan en medio de una pieza que hasta ese momento parecía ser una excelente fantasía sobre motivos de Las bodas de Fígaro únicamente, la solución de Busoni fue cortar el Nudo gordiano por completo y eliminar la sección del minueto, a pesar de que no pudo eliminar el tema del tercer minueto de la coda. De esta manera la pieza ganó mayor coherencia estructural, aunque inevitablemente se perdió una pieza de buena música. Además de sugerir marcas dinámicas y marcas de articulación, Busoni completó algunos compases de la introducción (compases 28-37) agregando, como es habitual en sus arreglos, escalas cromáticas y trémolo. No hay nada en esto que entre en conflicto estilísticamente con la música de Liszt, pero la mayor elaboración tiende a reducir el efecto de improvisación que es importante en esta sección de la obra. Poco después (compases 48 y sigs.), Busoni alteró la figuración de Liszt por la única razón de su fantasía personal [...] La tarea de proporcionar una transición adecuada entre las variaciones de "Non più andrai" y la coda fue adaptada con una gran destreza por Busoni, al igual que su composición original virtuosa para el final. De hecho, la discreción de la letra de Busoni para alguien que no esté familiarizado con la versión manuscrita es probablemente la razón principal por la que la mayoría de los estudiosos tomaron la portada de Busoni al pie de la letra. No hay ninguna razón por la que la versión original de la fantasía de Liszt no encuentre el favor de los pianistas y el público, ya que la estructura más satisfactoria de la versión de Busoni se ve compensada por la fascinante transcripción del minueto de la otra... 
Más tarde, después de enterarse de los hallazgos de Hamilton, el pianista nacido en Australia y notable estudioso de la música de Liszt, Leslie Howard, intentó reconstruir la obra como creía que Liszt pretendía que fuera, grabando y publicando en 1997 la obra recientemente reconstruida. Según él su intención era "publicar... toda la Fantasía de Liszt con autenticidad de texto, proporcionando e indicando claramente los pocos compases... que son necesarios para que la obra sea ejecutable". 

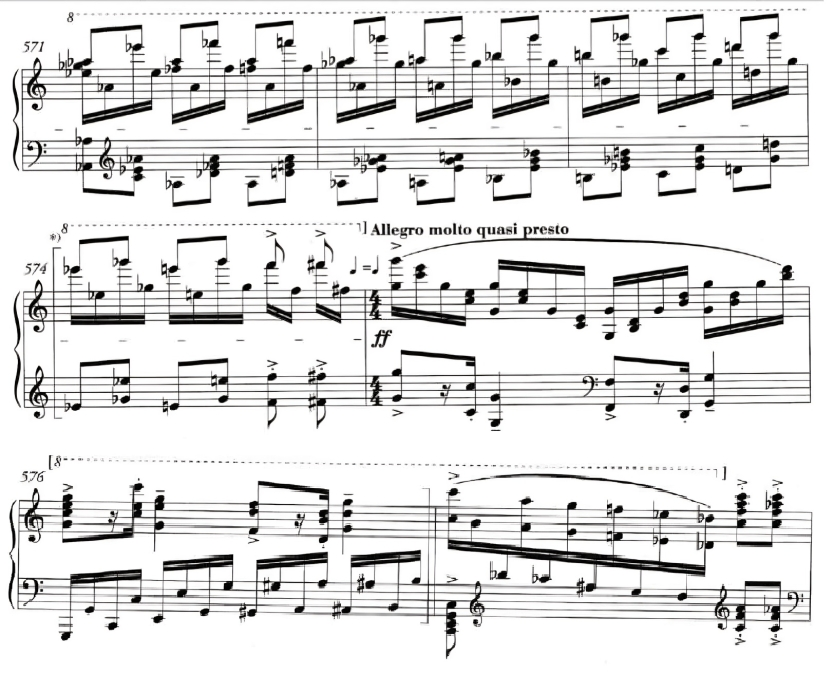
Finalización de tres compases de Howard hacia la coda de la pieza (dentro de los corchetes), que incorpora material anterior.

Reconstruida por Howard, la pieza incluye la parte de la partitura basada en la escena de danza del final del Acto I de Don Giovanni. La apertura dramática se basa en la música de Las bodas de Fígaro: una paráfrasis libre de "Non più andrai" seguida de un arreglo de "Voi che sapete" en la bemol mayor en lugar del si bemol mayor de Mozart. Esta es la única aparición de la música de Cherubino. El aria de Fígaro regresa, inicialmente en su do mayor original, pero rápidamente varía tanto armónica como pianísticamente. Sin embargo, en lugar de pasar a la coda de Mozart, el aria pasa a las danzas de Don Giovanni. En la ópera, los bailes son un minueto en compás de 3
4, una danza en 2
4, y un vals rápido en  3
8. Liszt mantiene el minueto en fa mayor, y lo combina con la danza en la misma tonalidad. No añade el vals como hace Mozart, sino que lo trata por separado, combinándolo finalmente con la danza y una parte del aria de Fígaro. Sigue una serie de modulaciones que combinan fragmentos de los cuatro temas. En la transición final, el material anterior de Las bodas de Fígaro se reutiliza junto con el tema del minueto. Esto conduce a la coda, que termina el aria de Las bodas de Fígaro y donde la partitura manuscrita se interrumpe justo antes del probable final de la pieza. 

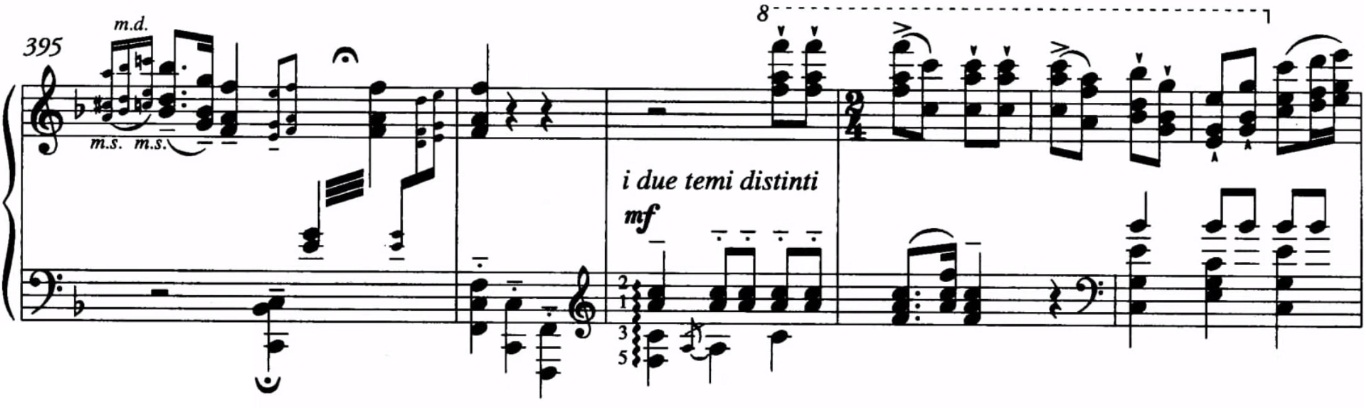
El compás 397 en adelante es un pasaje notable de la fantasía, donde Liszt incorpora a la vez dos temas previamente escuchados.

Howard ha añadido un pasaje de transición de tres compases de la música de baile de Don Giovanni a la sección final  y los últimos 15 compases para completar la pieza.  También ha añadido marcas de expresión.  Utiliza corchetes para diferenciar sus adiciones o sugerencias del texto original.  La dedicatoria a Monsieur de Gericke Conseille de Legation aparece en el margen izquierdo de la página 38 en la reconstrucción de la obra de Howard. 

La selección y yuxtaposición de temas de Las bodas de Fígaro y Don Giovanni podría haber tenido un significado especial para Liszt. Howard la describe de la siguiente manera:

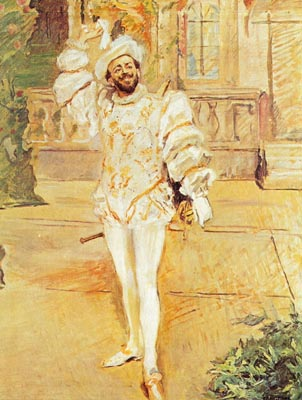
Francisco d'Andrade como Don Juan.

Teniendo en cuenta las perspicaces observaciones de George Bernard Shaw sobre la interpretación musical de Liszt de la moralidad de Don Giovanni en la Fantasía de Don Giovanni, podría ser similar si se sugiriera con cautela que la combinación y disposición de los temas en la escena del minueto de la presente obra también puede esbozar una fábula moral: que el coqueteo de Cherubino, que puede parecer bastante inofensivo al principio, podría conducir al comportamiento imperdonable de un Don Giovanni, a menos que el buen sentido común (Ver Fígaro: "Non più andrai...") le impida hacerlo. 
La versión de Howard fue publicada por Editio Musica Budapest (EMB) en 1997.

## Interpretaciones
La Fantasía sobre temas de Fígaro y Don Giovanni de Mozart rara vez se interpreta en cualquiera de las tres versiones, principalmente debido a su duración (mucho más larga que la de otras de sus obras maestras como los Valses Mephisto) y la destreza y técnica necesarias para una interpretación acertada.

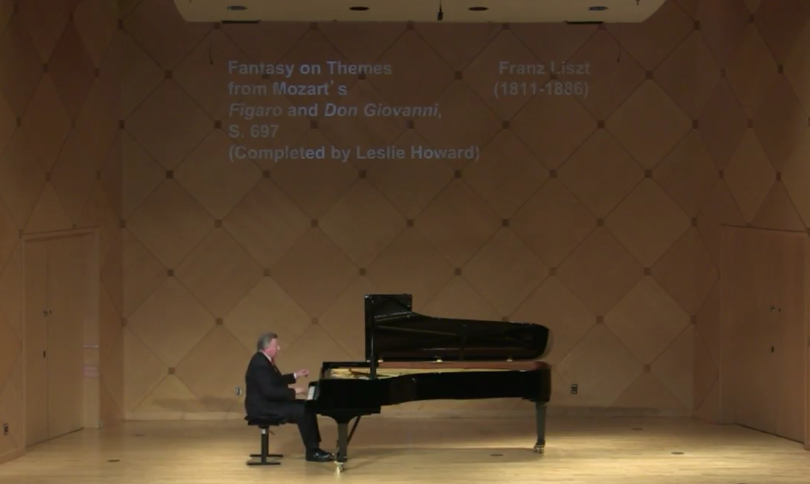
Howard interpretando su propia versión de la fantasía en un recital de 2017.

Sin embargo, la Fantasía preparada por Busoni, fue interpretada extensamente por él mismo, por su alumno Egon Petri, y más tarde defendida por los jóvenes Vladimir Horowitz y Grigory Ginsburg. El pianista ruso Emil Gilels hizo una famosa grabación de la versión de Busoni en 1935. Sin embargo, ha quedado fuera del repertorio estándar de los pianistas modernos. Stephen Hough y Jean-Yves Thibaudet todavía interpretan esta versión ocasionalmente y ambos la han grabado. 
Leslie Howard grabó su propia versión en 1993 como parte de su monumental grabación completa de la música para piano de Liszt, y luego la incluyó ocasionalmente en sus recitales. Mariam Batsashvili, ganadora del primer premio del X Concurso Internacional de Piano Franz Liszt, y el pianista chino Chiyan Wong también han grabado la reconstrucción de Howard.